# Sonata per a piano núm. 24 (Beethoven)
La Sonata per a piano núm 24, en fa sostingut major, op. 78 de Ludwig van Beethoven fou acabada el 1809. Rep el sobrenom de "à Thérèse" perquè fou escrit per a la comtessa Teresa von Brunswick. Maynard Solomon comenta que aquesta obra i la Sonata Appassionata (op. 57), eren les sonates favorites de Beethoven amb anterioritat a la Sonata "Hammerklavier".
Consta de dos moviments:
- Adagio cantabile - Allegro ma non troppo
- Allegro vivace

Una interpretació típica dura uns 10 minuts. La pràctica habitual de no tocar les seccions llargues que es repeteixen, com ara el desenvolupament i la recapitulació en el primer moviment, fan que hi hagi dos o tres minuts de diferència respecte a la versió completa.